# Moshe Peled (homme politique)
Pour les articles homonymes, voir Moshe Peled.
Moshe Peled (hébreu : משה פלד, né le 2 avril 1945) est un homme politique israélien, membre de la Knesset sous les étiquettes du Tsomet, du Mekhora et du Moledet entre 1992 et 1999.

## Biographie
Né dans le kibboutz de Beit HaShita en Palestine mandataire, Moshe Peled effectua son service national dans le Corps des blindés où il atteint le rang de colonel. Il devint président du comité de défense du Mouvement Kibboutz et du Forum des colonies du Nord pour la défense du Plateau du Golan.
Membre du secrétariat du Tsomet, il fut élu à la Knesset sur la liste du parti lors des élections législatives de 1992. Il fut réélu en 1996 sur la liste jointe Likoud-Gesher-Tzomet, et fut nommé vice-Ministre de l'Éducation, de la Culture et des Sports. Il quitta ce poste le 20 janvier 1998, mais réintégra le Cabinet dans le même rôle une semaine plus tard. Il démissionna à nouveau le 2 novembre 1998.
Le 4 mars 1999, Moshe Peled quitta le Tzomet et fonda son propre parti, le Mekhora. Ce nouveau parti fusionna immédiatement dans le Moledet. Placé en huitième position sur la liste de l'Union nationale dont faisait partie le Moledet pour les élections législatives de 1999, Moshe Peled perdit son siège à la Knesset, la liste n'en remportant que quatre.